# Vedem

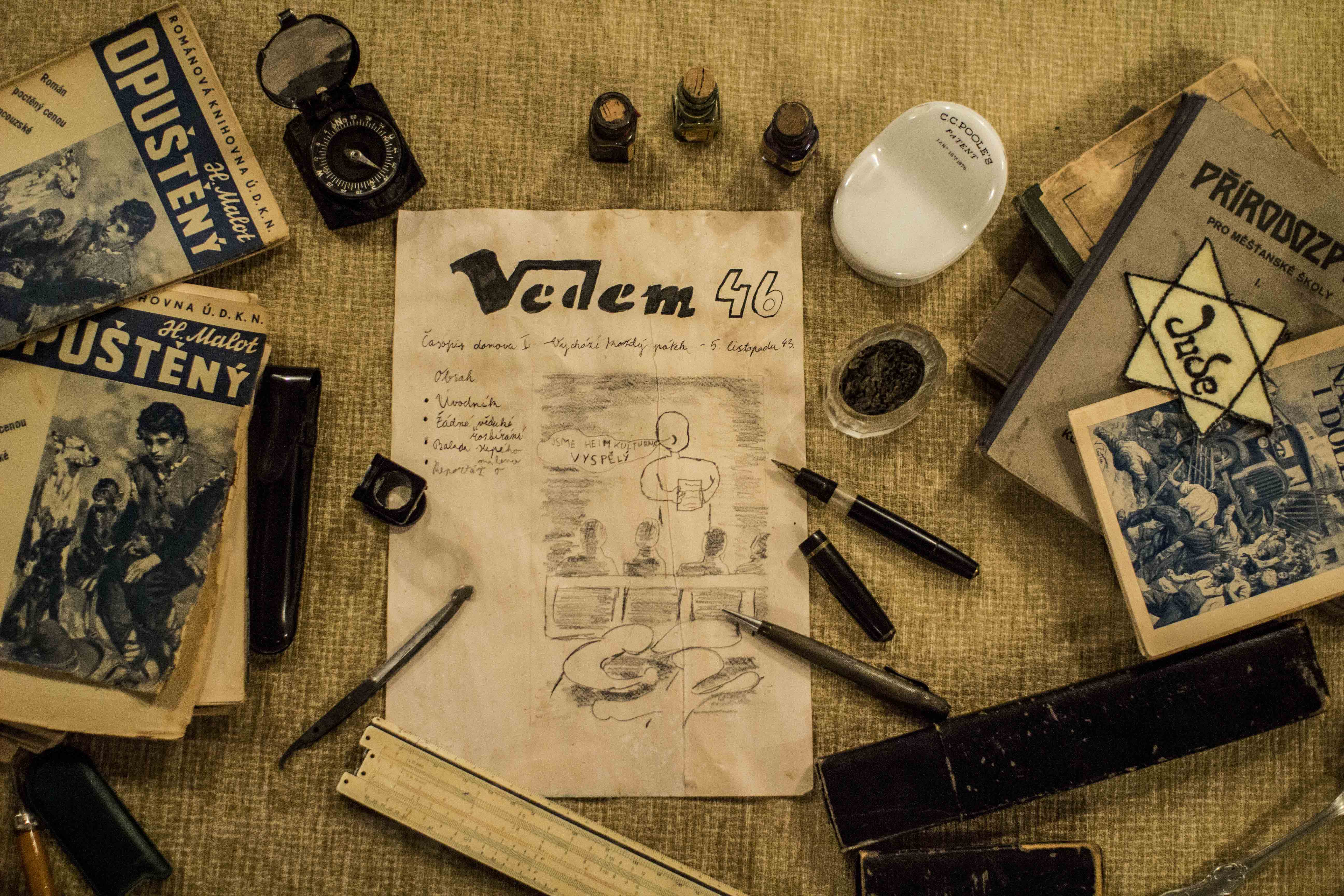
La revista Vedem fue publicada por jóvenes del gueto de Terezin durante la Segunda Guerra Mundial.

Vedem fue una revista literaria en checo que existió entre 1942 y 1944 en el campo de concentración de Theresienstadt en Terezín, durante el Holocausto. Fue producida manualmente por un grupo de chicos quienes vivían en las barracas llamadas House One y estuvo dirigida por Petr Ginz. Sobrevivieron 800 páginas de esta revista al término de la Segunda Guerra Mundial.

## Historia de la revista
Esta revista fue escrita, dirigida e ilustrada enteramente por jóvenes muchachos cuyas edades oscilaban entre los doce y quince años, quienes vivieron en los Barracones L417, también llamados "Casa Uno", o como fue mencionada por los muchachos la República del Skid. Tan solo sobrevivieron a la guerra alrededor de quince muchachos pues la mayoría de ellos murieron en el campo de concentración de Auschwitz.
La revista Vedem incluía poemas, ensayos, chistes, diálogos, críticas literarias, historias y dibujos. Las últimas once páginas eran un juego, En busca de fantasmas, creado por Hanuš Hachenburg, quien más tarde murió en Auschwitz. Las ediciones fueron copiadas manualmente y leídas en los barracones los viernes por la noche. Asimismo, fueron pegadas en las pizarras de avisos de los barracones. Sin embargo, esto se suspendió debido a las continuas inspecciones de las SS, pues la naturaleza satírica de muchos de los artículos podría haber puesto en peligro a los jóvenes.
Estos muchachos fueron inspirados por su profesor, el "catedrático" Valtr Eisinger (muerto en 1945 cerca de Buchenwald), que vivió en los barracones y supervisó a los autores de Vedem, junto con Josef "Pepek" Stiassny. Eisinger era originariamente profesor de colegio antes de que ser expulsado de su cargo y deportado en 1942 por los nazis a Terezín. En el sistema escolar, Eisinger dictaba los cursos de lengua checa y literatura, en cambio en Terezin usó sus conocimientos para brindarles a los chicos conocimientos profundos de apreciación literaria, animándolos para que expresaran de manera creativa y en tono humorístico, lo que veían, así como sus esperanzas para el futuro. Fue seguramente bajo su influencia e inspirados en Julio Verne que los chicos adoptaron el dibujo del cohete, pasando del libro a las estrellas como símbolo de sus barracones y de la revista.
Eisinger y Stiassny nunca contribuyeron directamente con Vedem, pero ocasionalmente contribuyeron con los editoriales y en el caso particular de Eisinger hicieron algunas traducciones del ruso. Los textos fueron hechos enteramente por los chicos, los cuales recorrían los alrededores de Terezín en busca de nuevos temas. Cada muchacho firmaba su artículo con un seudónimo, que podía ser iniciales oscuras o apodos como "Bobo" o "Bolchevique". A veces estos sobrenombres cambiaban, por ejemplo uno de los más prolíficos escritores Jiří Grünbaum, se hacía llamar "Medic Šnajer", "Socialista Šnajer," o simplemente "Šnajer", dependendo de su estado de ánimo. Hoy en día sólo se conocen los sobrenombres de los que contribuyeron en la revista, los nombres reales se han perdido en el tiempo. Cabe destacar que en algún momento del año 1943, diez de los escritores más prolíficos empezaron a referirse a sí mismos como la "Academia".
Uno de los más destacados colaboradores de Vedem fue "nz" o Petr Ginz (1928–1944), quien a los catorce años se convirtió en el primer y único editor en jefe de la revista. A los quince años fue deportado a Auschwitz, donde murió de tifus; el sobreviviente del Holocausto Leo Lowy, quien también trabajó en la revista, dijo que cuando llegaron a Auschwitz, Petr fue directament enviado hacia el lado izquierdo (la cámara de gas) mientras que él fue enviado hacia la derecha (el campo de concentración). Un dibujo de Ginz del planeta Tierra como sería visto desde la Luna fue llevado por el astronauta israelí Ilan Ramon en el transbordador espacial Columbia, el cual se desintegró en la reentrada a la atmósfera terrestre.
Los muchachos pusieron todo su esfuerzo en la creación de la revista, incluso pusieron el precio en la portada en tono de broma. Ésta incluía poesía, historias de aventura, ensayos, críticas de libros, así como artículos populares como "La Cita de la semana", seleccionadas de las cosas tontas que los chicos suelen decir. Por ejemplo, "Medic Šnajer" fue una vez citado diciendo: "Tengo miedo de hablar, podría decir algo estúpido". "Embryo" fue citado diciendo: "El fútbol es el mejor juego, seguido del Monopoly".
En una edición, se hizo la crítica al libro "La cabaña del tío Tom" donde comparaba la suerte de los esclavos afroamericanos con la de los judíos en Terezín, pues antes de las deportaciones los afroestadounidenses habían sufrido más por haber sido separados de sus familiares. Sin embargo, luego de las deportaciones estos dos grupos compartían el mismo sufrimiento . Otro artículo popular fue "Paseando por Terezín" escrito por Petr Ginz, en el cual se narraba las visitas y entrevistas que realizó a diversas instituciones del Geto tales como la panadería, la maternidad, la estación de bomberos y una escalofriante visita a los crematorios.

## Preservación y publicación
Hacia 1944, la mayoría de los habitantes de las Barracas L417 fueron deportados hacia los campos de concentración y a la cámara de gas en Auschwitz, y no se produjeron más ediciones. De los cientos de muchachos que particiaparon en Vedem, sólo quince lograron sobrevivir y únicamente Zdeněk Taussig, permaneció en Terezín hasta su liberación ocurrida en mayo de 1945. Taussing escondió los manuscritos en la herrería donde su padre trabajaba y las llevó consigo a Praga luego de su liberación.
Después de la guerra los pocos sobrevivientes retornaron a sus hogares en Checoslovaquia, y aunque algunos más tarde emigraron a los Estados Unidos, Canadá y Europa Occidental, los manuscritos permanecieron en Checoslovaquia. Los esfuerzos para poder publicar "Vedem" fueron desbaratados por el régimen comunista (1948-1968), sin embargo algunos extractos fueron escondidos para lograr pasar el control de la aduana y llegaron a París donde fueron publicados por la "Revista de Inmigración Checa" Svĕdectví. Una versión tipiada de la misma samizdat fue publicada en Checoslovaquia el mismo año y reeditada en los ochenta. Esta versión fue exhibida en la Feria del libro de Fráncfort en 1990.
Selecciones de Vedem, ilustrada por los dibujos que aparecían en la revista y que fue creada por los chicos en Terezín fueron publicados con una introducción escrita por Václav Havel como "Seguimos siendo los chicos: Vedem, La revista secreta de los chicos de Terezín" en 1994. Algunos de los editores de esta selección fueron Kurt Jiři Kotouč y Zdenĕk Ornest, dos de los colaboradores originales de Terezín.
Hoy en día la colección completa de "Vedem" se encuentra en el Museo Conmemorativo de Terezín en la República Checa.